# Les Cloueurs de nuit
Les Cloueurs de nuit est le onzième tome de la série de bande dessinée Seuls, écrit par Fabien Vehlmann et dessiné par Bruno Gazzotti, sorti en juin 2018 aux éditions Dupuis. Il s'agit également du deuxième tome du troisième cycle.

## Synopsis
Cet album est centré sur Yvan bien qu'il y ait quelques planches consacrées aux autres personnages principaux.
Coincé au village de Kerdol en Bretagne, Yvan n'a pas d'autre choix que de survivre seul et par ses propres moyens. Il ne sait où aller pour retrouver ses amis. Cependant, un jour Camille lui rend visite et tente de le convaincre de rejoindre ses amis à Fortville mais Yvan comprend qu'elle est l'Enfant-Minuit et refuse. La nuit suivante, l'un des exécutants de Camille, le « Ravaudeur », accompagné de ses « Cloueurs de nuit », tente de le ramener de force à Fortville. Mais Yvan, aidé d'un nouveau compagnon nommé Lex, ne va pas se laisser faire.

## Lieu de l'action

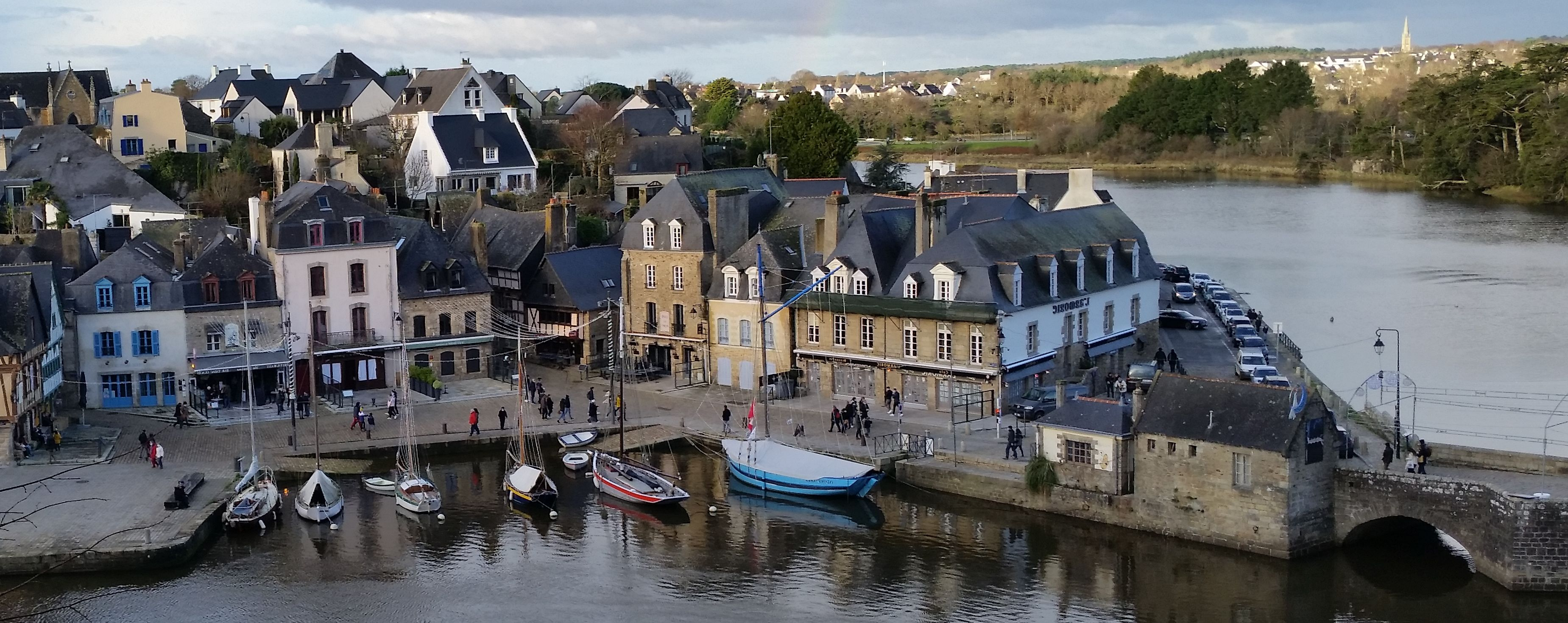
Vue du port de Saint-Goustan telle qu'utilisée dans l'album

L'action se déroule principalement au village de Kerdol qui a été directement inspiré par le port Saint-Goustan dans la commune d'Auray dans le département du Morbihan en Bretagne. Le scénariste, Fabien Vehlmann, et le dessinateur, Bruno Gazzotti étaient partis quelques jours aux alentours de l'Île aux Moines pour faire des repérages de décors potentiels. Vehlmann a emmené Gazzotti découvrir le petit port Saint-Goustan, que Vehlmann connaissait déjà pour y avoir eu des amis. Gazzotti a adoré le lieu et c'est ainsi qu'ils ont décidé de s'inspirer du port pour le lieu de l'action du onzième tome de la série de bande dessinée Seuls.

## Réception

### Accueil critique
Pierre Burssens sur le site web Auracan parle d'un « épisode sous haute tension et riche en péripéties » mais « que l'on aimerait en savoir plus » au sujet des questions essentielles présentes depuis le premier album. Il « se régale » devant le dessin de Bruno Gazzotti et le qualifie de « digne héritier de l'école de Marcinelle ».
Le site web Bédéthèque recense 21 votes des lecteurs qui, en moyenne, donnent une note de 3,0/5 à la bande dessinée.
Les avis de SensCritique sont légèrement meilleurs, puisque 216 personnes mettent en moyenne 6,6/10 à la bande dessinée.

### Ventes
Les Cloueurs de nuit est tiré à 130 000 exemplaires par les éditions Dupuis.
La seconde semaine suivant sa parution le 1er juin 2018, l'album prend la première place du Top 15 des meilleures ventes de BD et entre en 12e position du Top 20 des meilleures ventes de livres tous genres confondus. La semaine suivante, il reste à la première place du Top 15 BD et monte à la 7e place du Top 20 Livres. Une semaine plus tard, il descend à la troisième place du Top 15 BD et à la 15e du Top 20 Livres et restera au moins pendant la semaine suivante à la troisième place du Top 15 BD. La période de pause estival suivra ces semaines où aucun Top 15 BD ne sont publiés mais la semaine de la reprise, le 5 septembre, l'album est encore à la 9e place du Top 20 BD. Il restera encore une semaine dans le Top 20 BD, à la 13e place, avant de disparaître de ce classement. Finalement, l'album sera resté trois semaines dans le Top 20 des meilleures ventes de livres tous genres confondus et huit semaines dans le Top 20 BD.